# موتیوا
موتیوا (انگلیسی: Motiva) شرکت نفت آمریکایی است، که در سال ۱۹۹۷ توسط شرکت رویال داچ شل تأسیس شد و هم‌اکنون زیرمجموعه‌ای از شرکت سعودی آرامکو می‌باشد.